# Hockeria rubra
Hockeria rubra is een vliesvleugelig insect uit de familie bronswespen (Chalcididae). De wetenschappelijke naam is voor het eerst geldig gepubliceerd in 1894 door Ashmead.